# Gill Dougherty
Pour les articles homonymes, voir Dougherty.
 (juillet 2010).
Gill Dougherty, né le 12 avril 1961, est un auteur-compositeur-interprète français originaire de Toulouse, très influencé par le rock des années 1970 et années 1980 et s'inscrivant dans la tradition du rock français de cette époque.
Issu du mouvement punk, il apparaît à la fin des années 1970 et développe sa notoriété dans sa région d'origine en affichant une personnalité individualiste, alors que la tendance est à la formation de groupes. Il se distingue par un jeu de guitare puissant, son obstination à écrire en français et à n'interpréter que ses compositions originales, rock et pop, servies par une voix chaude et un registre étendu.
Il a travaillé avec de nombreux musiciens d'horizons très divers et a participé à de multiples projets musicaux.
Il réalise ses premiers enregistrements dès le début des années 1980 avec les productions Deltou et signe en 1984 sur le label Réflexes de Pathé Marconi.

## Biographie

### Les débuts
En 1979, alors que Gill Dougherty écrit et compose depuis déjà plusieurs années, il forme, un peu par hasard, son premier groupe : Lipstick. Il s'agit d'un trio composé de Gill Dougherty à la guitare et au chant, d'Olivier Boumendil à la basse et de Jean Marc Bibron à la batterie. Le trio restera la formule de prédilection de Dougherty jusqu'à la fin des années 1980. La vague punk déferle sur la France. Le groupe trouve son inspiration chez les Jam, Clash, Sex Pistols, B 52's, Ramones… En France, Lipstick puise ses influences dans Bijou, Téléphone et Starshooter. Dougherty, pour sa part, conservera toujours un faible pour Link Wray et Chris Spedding.
Lipstick se fait connaître localement par son morceau Accident (...La voiture devant moi vient de quitter la chaussée, Elle a fait trois tonneaux, s'est écrasée dans le fossé...) composé sur deux accords.  Les autres titres du groupe sont Jenny, Ballade pour une bourgeoise, Despy and Joan, Je ne veux plus te voir... À cette même période apparaissent dans la ville rose des groupes tels que Classé X, les Fils de Joie et les Lords. Ces derniers, à l'occasion d'un concert de Lipstick, proposent à Dougherty de les rejoindre.

### 1980: les productions Deltour

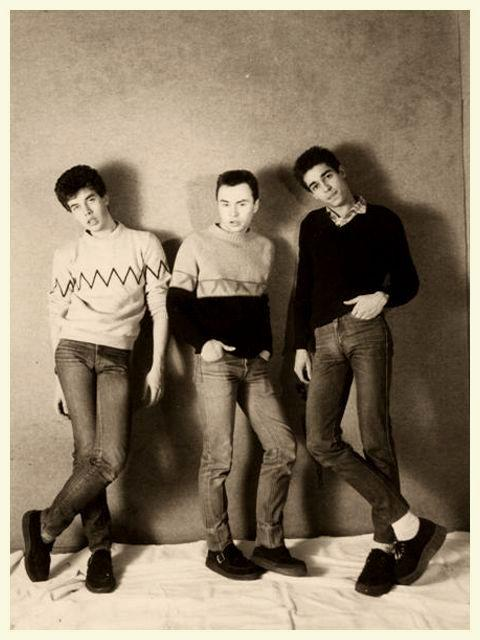
Les Incorruptibles.

En 1980, c'est donc avec Jean-François Romain à la batterie et Christophe Baqué, deux ex-Lords, que Dougherty crée les Incorruptibles qui se feront notamment remarquer lors d'un concert dont la première partie est assurée par les Fils de Joie, au Théâtre du Taur, en mars 1981. Les titres sont Les Soleils de la nuit, Bande Dessinée, Dr Jackson… Il travaille brièvement avec Michel Armengo (Art Mengo), sur des musiques de celui-ci, qui verse à cette époque dans le reggae ; il écrit La Voix qui est resté inédit.[réf. nécessaire]
L'aventure Incorruptibles, avec lesquels il enregistre tout de même les trois titres Prédestiné, Annabelle et Moi je doute au Studio Deltour, s'arrête aussi vite qu'elle avait commencé et dès 1982, Dougherty se  produit sous son nom seul. Il signe alors un contrat de licence avec Deltour et enregistre Envie de tuer, Monsieur Dupond et Interdit de Séjour. Le compositeur Daniel Seff prend en charge sa carrière. Dougherty appréciera cependant peu ce parrainage contre nature qui restera sans suite. Parallèlement, il apparaît aux côtés des Gringos, Évadés d'Alcatraz, Misérables, de Classé X, puis reforme un trio avec Alain Gérard, batteur des Fils de Joie et Jean Marc Leclercq à la Basse. Sur commande de la radio TSF 100, importante radio libre qui deviendra par la suite la station NRJ de Toulouse. Dougherty, lui-même, animera l'émission Batman Time sur une radio concurrente.[réf. nécessaire] Il compose le générique Dooggie Bop pour l'émission Danse avec moi consacrée au rock.

### 1984: l'aventure Reflexes

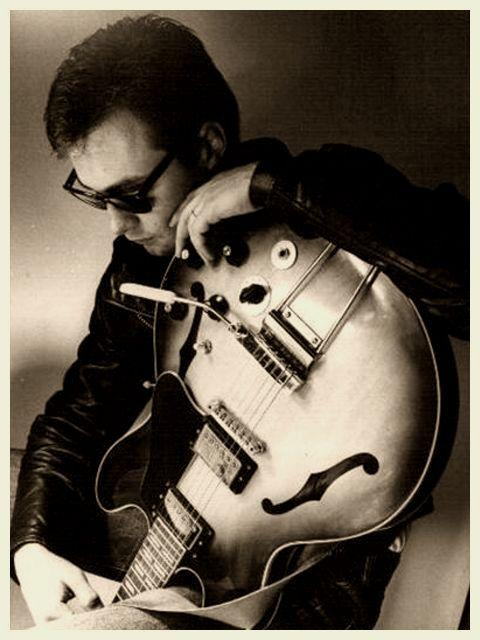
Dougherty, pour Reflexes.

En 1984, en feuilletant le magazine Actuel, il tombe sur un article concernant le hit Tu verras, tu verras adapté en rock par les Ablettes, récemment sorti et produit en 45 tours, comme il est d'usage à l'époque, par Patrice Fabien qui vient de créer le label Réflexes - Pathé Marconi. Patrice Fabien avait manifesté son intérêt pour la version de Moi je doute enregistré en 1981 alors qu'il était encore directeur artistique chez CBS. Dougherty signe alors chez Réflexes pour son premier 45 tours produit par Georges Baux au Studio Deltour. Les titres sont Moi je doute pour la face A et Fric Frac Noise en face B. Moi je doute entre rapidement dans les playlists des radios nationales Europe 1, RTL, France Inter.
Dans le cadre de la promotion, à l'occasion d'une tournée qui doit le conduire au Printemps de Bourges, il apparaît en télévision dans L'Echo des Bahuts,  avec Jean-Louis Pujade à la batterie et dans Graine de Rockers, au même programme que Classé X, Thérèse Racket et Surrenders.
Cependant, Dougherty, qui n'entretient que de lointains rapports avec le métier et ne fait pas montre d'une volonté féroce d'y réussir, ne donnera pas suite à un produit qui lui a complètement échappé. Il n'en tirera jamais le moindre bénéfice. Il se produit tout de même au Rose Bonbon aux côtés des Bandits, Ich Libido, Follie's, Ricky Amigos, les Désaxés et autres Drucilla, tous poulains de l'écurie Réflexes. Le batteur est Jean Luc Guitard, le bassiste Jean Marc Leclercq. Un album Live est enregistré au cours de cette prestation. En décembre 1984, il se produit au Zeleste de Barcelone et fait la première page du supplément couleur du quotidien La Vanguardia.

### La fin des années 1980: pour les autres
En 1985 et 1986, il connaît une intense période de composition au cours de laquelle il forme les Vicomtes avec Jean Marc Leclercq à la basse, Patrick Mir et Yves Bordes des Partners, respectivement à la guitare et à la batterie. Il enregistre plusieurs duos dont La Femme Araignée avec Monique Sabatier, chanteuse des Queen Bees, et la reprise de Bobby Fuller Let Her Dance, en français Ne Joue Pas, avec Caroline Augier, bassiste des Calamités. Ce dernier titre, resté inédit, est cependant disponible sur Internet. Il collabore aussi avec plusieurs autres artistes tels que Marie Alcaraz.
En 1986, Dougherty enregistre trois nouveaux titres pour Deltour, très orchestrés et toujours produits par Georges Baux : La Vie Sans Toi, Où Étais Tu et Mais Ne Reviens Jamais. Il apparaît au sein des Beach Brothers, au cours de leur tournée de l'été 86 et se produit occasionnellement avec les Strikers et les Shifters, un trio de power pop qui sortira plusieurs 45 tours avant d'enregistrer l'album Lazy and some kind of crazy produit par Dick Taylor, guitariste des Pretty Things . Conduits par le chanteur anglais Neil Harris, les Strikers jouent un rockabilly très influencé par Robert Gordon. En 1988, ils sortent leur unique 45 tours Riot In Brixton sur le label Gymnote Mission.

### Bound for Glory! Pour un hobo, la voie est toujours libre

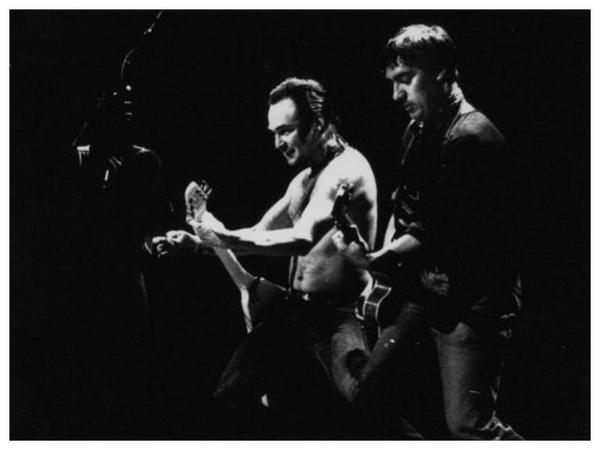
Les Hobos, à Bourges en 1990.

En 1989, Dougherty forme les Hobos avec Dominique Dussourd à la batterie, Richard Arriaga à la basse, Patrick Mir à la guitare, Yann Legoff au sax et Philippe Danecker à l'harmonica. Rapidement, le groupe enregistre les 13 titres de l'album Bound For Glory chez Deltour : Dooggie Bop, La Femme Araignée, The Strike, Quand tombe la nuit, C'est tout ce qu'elle aime, Mais ne revient jamais, Marina, À présent Je t'oublie...
Le 12 avril 1990, à l'issue d'une tournée dont ils partagent l'affiche avec Zebda et au cours de laquelle Dougherty rencontre Chris Spedding, les Hobos se produisent au Printemps de Bourges. Cette prestation live est enregistrée et a été très largement diffusée.
L'aventure des Hobos s'achève en 1991. En 1993, Dougherty apparaît à nouveau en trio, formule qui lui a toujours été chère, aux côtés de Richard Arriaga et d'Erick Pero ; cette nouvelle formation prend le nom de Freaks.

### D'autres horizons
Depuis cette époque, après avoir composé plus de 200 titres, Gill Dougherty semble avoir cessé toute activité musicale. Cependant, collectionneur de guitares depuis toujours, il conserve intacte sa passion. Connu pour avoir beaucoup pratiqué sa Fender Stratocaster noire, on l'a également vu sur Rickenbaker 330, Gibson Flying V, Gibson 345, Gibson SG, Gibson Explorer, Telecaster, Gretsch 6120 et sur de nombreuses Danelectros...
Il s'est beaucoup consacré à la voile légère avant de quitter sa région d'origine et vit désormais en Bretagne nord. De 1999 à 2006, il a été Président de l'AS 470 France et a été très présent aux côtés de la jeune élite olympique et de l'Équipe de France de 470 qui a conduit à Sydney l'équipage masculin Gildas Philippe / Tanguy Cariou en 2000 puis, à Athènes en 2004, l'équipage féminin Ingrid Petitjean / Nadège Douroux...
Il est désormais[Quand ?] officier dans la marine marchande[source secondaire souhaitée].

## Production musicale

### Discographie
Gill Dougherty a composé et écrit plus de 200 titres
- Deltour Productions, Producteur Georges Baux :
  - 1981 - Moi Je Doute, Predestiné, Annabelle (Incorruptibles)
  - 1982 - Envie de Tuer, Monsieur Dupond, Interdit de Séjour (Dougherty, avec Erick Pero, Serge Casero & Serge Faubert)
  - 1984 - Bikini 84 (Dougherty - K7 8 Titres)
    - Toujours Plus Loin, Sans Un Mot, Fat bob Baby, Petit Chat, Sitting Bull...

  - 1986 - La Vie Sans Toi, Mais Ne Reviens Jamais, Où Étais Tu ? (Dougherty)
  - 1989 - Bound for Glory (Hobos - Album 13 titres)
    - Dooggie Bop, La Femme Araignée, The Strike, Quand Tombe la nuit, C'est Tout Ce Qu'Elle Aime, Mais Ne Reviens Jamais, Marina, A Present Je T'Oublie...

  - 1990 - Bourges 90 (Hobos - K7 8 Titres)
- Réflexes - Pathé Marconi, Producteur Patrice Fabien :
  - 1984 - Moi Je Doute, Fric Frac Noise (Dougherty)
  - 1984 - Capot Rouge (Inédit)
  - 1985 - Réflexes (Compilation)
  - 1985 - Live au Rose Bonbon (Dougherty - Album 10 titres)
    - Envie De Tuer, Sitting Bull, Moi Je Doute, Annabelle, Fric Frac Noise...

### Collaborations
- 1980 - La Voix  (avec Michel Armengo (Art Mengo))
- 1983 - Les Yeux de la momie, Hong Kong Folies (Les Misérables)
- 1985 - Doogie Bop (Générique pour la radio TSF.100)
- 1986 - Ne joue pas (Caroline Augier - Les Calamités)

### Tournées
- 1984 - Promotion Réflexes, Barcelone Zeleste
- 1985 - Promotion Réflexes, Printemps de Bourges 1985
- 1986 - Beach Brothers Tour 86
- 1990 - Bound for Glory Tour, Printemps de Bourges 1990 (Tournée commune avec Zebda)

### Hommages
L'essentiel du répertoire de Gill Dougherty est constitué d'originaux écrits en français, cependant, quelques reprises s'y sont parfois glissées :
- Ghost Riders in the Sky (Traditionnel)
- Everybody's Stupid (The Sparks)
- Hey Tonight, Who'll Stop The Rain ( Creedence Clearwater Revival)
- Rumble (Link Wray)